# Гегенбауэр, Леопольд
Леопольд Бернхард Гегенбауэр (нем. Leopold Bernhard Gegenbauer, 2 февраля 1849, Асперхофен, Австрийская империя — 3 июня 1903, Гисхюбль, Австро-Венгрия) — австрийский математик, известный своими работами по алгебре, теории чисел, интегральному исчислению и теории функций. В его честь названы многочлены Гегенбауэра, обобщающие многочлены Лежандра и Чебышёва.

## Биография
Леопольд Гегенбауэр родился 2 февраля 1849 года в Асперхофене, в семье хирурга Викторина Гегенбауэра (Viktorin Gegenbauer) и Амалии Цайтцем (Amalie Zeitzem). C 1858 по 1866 год он учился в католической гимназии Piarist Gymnasium в Кремсе-на-Дунае.
В 1866 году Леопольд Гегенбауэр поступил в Венский университет, и окончил его в 1869 году. Затем в 1869—1873 годах он преподавал математику в различных австрийских гимназиях.
В 1873 году он получил грант для продолжения учёбы и научной работы за рубежом, и отправился в Берлинский университет, где его учителями были такие известные математики как Карл Вейерштрасс и Леопольд Кронекер. Он также посещал лекции Эрнста Эдуарда Куммера и Германа Гельмгольца. В 1875 году Гегенбауэр получил докторскую степень по математике за работу, где исследовались полиномы, получившие впоследствии имя многочленов Гегенбауэра.
В 1875 году Леопольд Гегенбауэр возвратился в Вену, но вскоре получил предложение работать профессором математики в открывающемся Черновицком университете, который тогда назывался Университетом Франца-Иосифа (нем. Franz-Josephs-Universität) — в то время Черновцы (Czernowitz) принадлежали Австро-Венгрии. Он принял это предложение и проработал в Черновцах три года. Там же он и женился на Хелен Шулер фон Либлой (Helene Schuler von Libloy, 1861—1924), дочери университетского профессора немецкого права Фридриха Шулера фон Либлой.
В 1878 году Леопольд Гегенбауэр принял предложение стать профессором математики в Инсбрукском университете, где в то время работал другой известный австрийский математик Отто Штольц. В 1881 году Гегенбауэр получил должность полного профессора в Инсбруке, а в 1883 году он был избран членом-корреспондентом Австрийской академии наук.
В 1893 году Леопольд Гегенбауэр стал профессором математики в Венском университете, заняв вакансию, которая образовалась после смерти его бывшего учителя Йозефа Пецваля. В 1897—1898 годах он был деканом университета. В октябре 1900 года он был избран членом Германской академии естествоиспытателей «Леопольдина». Гегенбауэр продолжал работу в Венском университете до самой своей смерти в 1903 году, хотя в 1901 году из-за болезни ему пришлось прекратить преподавание.

## Научная деятельность
Многочлены Гегенбауэра {\displaystyle C_{n}^{(\alpha )}(z)}, исследованные Леопольдом Гегенбауэром в его диссертации 1875 года, определяются через производящую функцию
{\displaystyle {\frac {1}{(1-2zt+t^{2})^{\alpha }}}=\sum _{n=0}^{\infty }C_{n}^{(\alpha )}(z)t^{n}.}
Они также могут быть явным образом представлены как
{\displaystyle C_{n}^{(\alpha )}(z)=\sum _{k=0}^{\lfloor n/2\rfloor }(-1)^{k}{\frac {\Gamma (n-k+\alpha )}{\Gamma (\alpha )k!(n-2k)!}}(2z)^{n-2k},}
где {\displaystyle \Gamma (s)} — гамма-функция, а {\displaystyle \lfloor n/2\rfloor } обозначает целую часть числа n/2.